# 延安郡 (朝鮮)
延安郡（：／ Yŏnan gun */?）是朝鮮民主主義人民共和國黃海南道東南部的一個郡，位於延白平原上，隔京畿灣南望大韓民國仁川廣域市江華郡。2008年人口158,845人。下分1邑、1勞動者區、27里。
1413年始稱延安。1914至1952年與白川郡同屬一郡，即延白郡。